# Бертиоло
Бертиоло (итал. Bertiolo) је насеље у Италији у округу Удине, региону Фурланија-Јулијска крајина.
Према процени из 2011. у насељу је живело 1996 становника. Насеље се налази на надморској висини од 33 м.

## Становништво
| 1931. | 1936. | 1951. | 1961. | 1971. | 1981. | 1991. | 2001. | 2011. |
| ----- | ----- | ----- | ----- | ----- | ----- | ----- | ----- | ----- |
| 3.424 | 3.122 | 3.507 | 3.061 | 2.733 | 2.666 | 2.564 | 2.542 | 2.577 |